# Брусио
Брусио (итал. Brusio, нем. Brüs, романш. Brüsch) — коммуна в Швейцарии, в кантоне Граубюнден.
Входит в состав округа Бернина. Население составляет 1185 человек (на 31 декабря 2006 года). Официальный код — 3551.
На территории коммуны находится Спиральный виадук в Брусио.

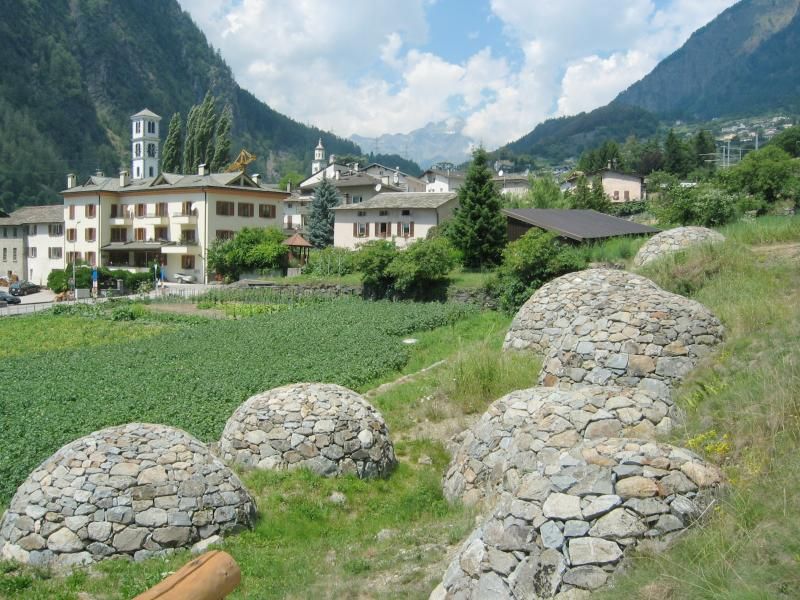
Брусио

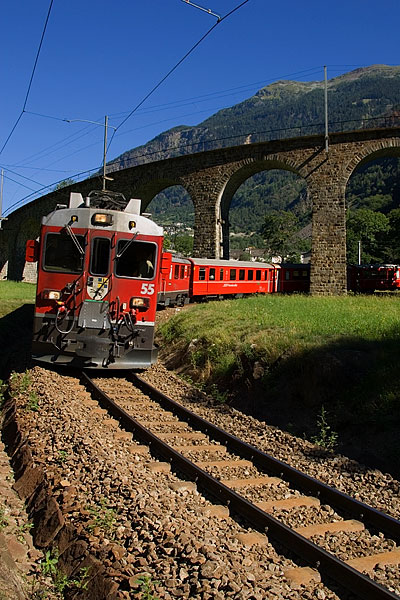
Брусио